# Deer Island (Mississippi)
Deer Island (anciennement île aux Chevreuils), est une île côtière de l'État du Mississippi aux États-Unis. Elle est située dans le prolongement de la ville de Biloxi.

## Géographie
L'île aux Chevreuils (en anglais : Deer Island) est située dans le prolongement de la ville de Biloxi, siège du comté de Harrison, situé dans l'État du Mississippi. L'île est une île barrière situé dans le golfe du Mexique et le détroit du Mississippi.
L'île aux Chevreuil mesure cinq kilomètres de long sur environ 500 mètres de large. L'île est située juste dans le prolongement de la ville de Biloxi. Elle limite à l'ouest la baie de Biloxi du golfe du Mexique.

## Histoire
En 1699, les explorateurs Jean-Baptiste Le Moyne de Bienville et Pierre Le Moyne d'Iberville, explorent la région méridionale de la Louisiane française située entre le fort Louis de la Mobile, Biloxi et La Nouvelle-Orléans. L'île fut nommée ainsi, du temps de la Nouvelle-France, en raison de la présence de chevreuils.
Après la vente de la Louisiane par Napoléon Ier et l'arrivée de colons américains, surtout après la guerre de Sécession, le nom de l'île fut traduit en anglais, l'Isle aux Chevreuils devenant Deer Island.
Au XXe siècle, l'île devient un parc de loisirs avec plusieurs casinos. Le 24 mai 2002, l'État du Mississippi devient propriétaire de l'île est met en place une zone de protection de la nature.
En août 2005, l'ouragan Katrina ravagea l'île et réduisit l'île en éliminant la pointe sud.

## Notes et références

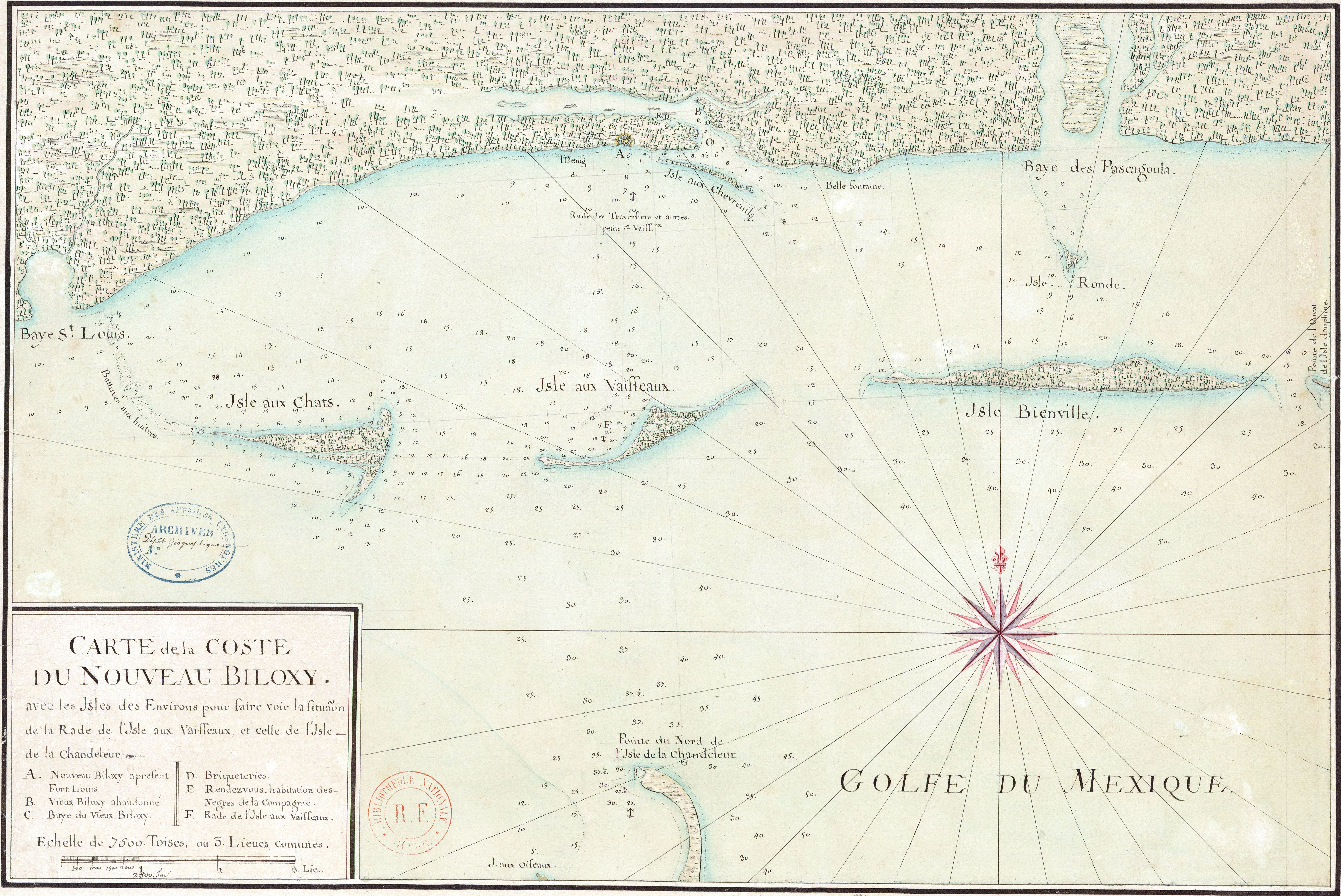
Carte de l'île aux Chevreuils et des autres îles côtières à l'époque de la Louisiane française.